# Harald Volkmann
Harald Volkmann (* 29. September 1905 in Baldenburg, Kreis Schlochau; † 1997) war ein deutscher Physiker und kurzzeitig Hochschullehrer.

## Leben
Harald Volkmann wurde im westpreußischen Baldenburg zur Zeit des Deutschen Reiches geboren. Er studierte Physik, Mathematik, Chemie und Mineralogie an der Georg-August-Universität Göttingen, der Ruprecht-Karls-Universität Heidelberg, der Friedrich-Schiller-Universität Jena und schließlich der Albertus-Universität Königsberg, wo er 1930 bei Richard Gans mit der Dissertation Experimentelle Untersuchungen über die natürliche optische Aktivität von Flüssigkeiten promoviert wurde. Er war Stipendiat der „Deutschen Gemeinschaft zur Erhaltung und Förderung der Forschung“, heute Deutsche Forschungsgemeinschaft. Politisch engagierte Volkmann sich für den Nationalsozialismus und war Mitglied der SA.
Nach der Machtergreifung der Nationalsozialisten wurde Volkmann Mitglied der NSDAP und wechselte im November 1933 von der SA zur SS. An der Albertus-Universität Königsberg wurde Volkmann 1936 Dozent für experimentelle Physik und Wehrphysik und habilitierte 1937. Im darauffolgenden Jahr wurde Volkmann Dozent an der Technischen Hochschule Karlsruhe und Assistent von Alfons Bühl. Freddy Litten zufolge war Volkmann wie Bühl ein Anhänger der sogenannten „Deutschen Physik“. Er begleitete Bühl im November 1940 zu der Zusammenkunft an der Ludwig-Maximilians-Universität München, wo der Physiker-Streit zwischen Anhängern der „Deutschen Physik“ und Vertretern der modernen Physik ausgetragen wurde und letztere sich durchsetzten, wobei jedoch Wilhelm Müller und Bruno Thüring sich dem Konsens verweigerten.
Im Jahre 1943 wurde er an der Technischen Hochschule Karlsruhe außerplanmäßiger Professor und vertrat insbesondere die Technische Physik und die Technische Optik. Gegen Kriegsende beschäftigte Volkmann sich u. a. mit der Hochfrequenzforschung.
Nach dem Zweiten Weltkrieg wurde Volkmann aus dem Hochschuldienst entlassen. Er arbeitete dann erst bei Zeiss in Heidenheim an der Brenz und ab 1948 als wissenschaftlicher Mitarbeiter bei den Zeiss-Werken in Oberkochen, wo er am Aufbau der Zentralen Prüfabteilung und der Abteilung für Mikroskopie beteiligt war und ab 1954 zusammen mit Hans Mahl die Elektronenoptische Abteilung leitete. Schon 1952 hatte Volkmann zusammen mit Karl-Heinz Steigerwald und Hans Mahl die Firma Zeiss beim Tübinger Treffen der Deutschen Gesellschaft für Elektronenmikroskopie vertreten.
Bereits 1961 wurde Volkmann bei Zeiss mit dem Bau eines Rubinlasers beauftragt, wofür er Unterstützung von Horst Rothe in Anspruch nahm.
Im Jahre 1965 war Volkmann Geschäftsführer der Deutschen Gesellschaft für Angewandte Optik.

## Publikationen
- Über einen der Molrefraktion entsprechenden Ausdruck für die natürliche Drehung, zus. m. Karl Lothar Wolf, Zeitschrift für Physikalische Chemie, B3, 1929.
- Experimentelle Untersuchungen über die natürliche optische Aktivität von Flüssigkeiten, Dissertation, 1930.
- Kerr-Effekt, optische Anisotropie und Molekülstruktur, Struktur der Moleküle SnCl4, C2H7Cl und N2Ο, zus. m. Herbert Arthur Stuart, Zeitschrift für Physikalische Chemie 17, 1932.
- Über den Zusammenhang zwischen der Anisotropie der optischen Polarisierbarkeit und der geometrischen Struktur eines Moleküls, zus. m. Herbert Arthur Stuart, Zeitschrift für Physik 80, 1933.
- Elektrischer Kerr-Effekt und Assoziation in Flüssigkeiten, zus. m. Herbert Arthur Stuart, Zeitschrift für Physik 83, 1933.
- Experimentelle Untersuchungen des elektrischen Kerr-Effektes organischer Substanzen im gasförmigen Zustande bei hohen Temperaturen, zus. m. Herbert Arthur Stuart, Annalen der Physik 18, 1933.
- Optische Anisotropie, Form und innere Beweglichkeit von organischen Molekülen, zus. m. H. A. Stuart, Zeitschrift für technische Physik 15 und Physikalische Zeitschrift 35, 1934.
- Über Messungen des Depolarisationsgrades bei der molekularen Lichtzerstreuung, Habilitationsschrift, Annalen der Physik 24, 1936.
- Flüssigkeitsstrukturen, Naturforschung und Medizin in Deutschland 1939–1946, Bd. 30. Physikalische Chemie, hrsg. v. Klaus Clusius, 1948.
- Oberflächen- und Grenzflächenspannung, ebenda, 1948.
- Über die freie Drehbarkeit der CH3-Gruppen bei Di-iso-Propylketon und Di-n-Propylether, Angewandte Chemie A 61; Festschrift für Hans Meerwein, 1949.
- Elektronenmikroskopische Untersuchungen über den Aufbau glasig-kristalliner Massen, zus. m. Werner Klemm, Glastechnische Berichte, Bd. 34, 1961.
- Photographie des Augeninneren, Bild der Wissenschaft, Heft 10, 1966.
- Carl Zeiss und Ernst Abbe. Ihr Leben und ihr Werk, Deutsches Museum – Abhandlungen und Berichte, 34. Jg., 2. Heft, Verlag Oldenbourg, 1966.
- Über die wirtschaftliche und wissenschaftliche Bedeutung der Weltraumphotographie, in: Das große Projekt. Raumfahrt und Apollo-Programm: Die wissenschaftlichen Erkenntnisse und der praktische Nutzen für die Menschheit. Michael Artus, Wolfgang Porzig, 1971.
- Neue Dimensionen der photographischen Technologie, Humboldt, Ausgaben 47–54, 1973.